# Rio Klina
O Rio Klina (cirílico sérvio: Клина; albanês: Klina) é um rio no Kosovo, um importante afluente com 62 km de comprimento que desagua no Rio Drin Branco. Ele percorre todo o seu percurso no território do Kosovo.
O rio tem sua nascente no nordeste da montanha Suva, ao sul de um lago artificial chamado Gazivode. Na seção inicial do curso, o rio faz muitas curvas, primeiramente flui para o leste (na vila de Kaldura), depois para o sul (em Jabuka), novamente para leste (em Crepulja) e sudeste (em Gornji Strmac).
Ao fluir paralelamente aos rios Ibar e Sitnica, passa ao lado das ruínas medievais da cidade de Perkovac e da vila de Gornja Klina, chegando ao centro regional de Skenderaj. 
Entre Tušilje e Ovčarevo, o Klina recebe da direita seu principal afluente, o Rio Move. Em Dobra Voda, o rio vira bruscamente para oeste, entrando na região de Metohija. No final o rio chega à cidade de Klina e logo depois desagua no  rio Drin Branco.
O rio é rico em potencial hidrelétrico, mas esse recurso não é utilizado. O Klina pertence à bacia de drenagem do Mar Adriáticoe não é navegável.